# Osteoglossum ferreirai
Osteoglossum ferreirai is een  straalvinnige vissensoort uit de familie van beentongvissen (Osteoglossidae). De wetenschappelijke naam van de soort is voor het eerst geldig gepubliceerd in 1966 door Kanazawa.

## Voorkomen
De soort komt voor in het bekken van de Rio Negro in Zuid-Amerika.

De soort staat op de Rode Lijst van de IUCN als niet bedreigd, beoordelingsjaar 2020. De omvang van de populatie is volgens de IUCN stabiel.